# 1. Fußball-Club Köln 01/07 2010-2011
Questa voce raccoglie le informazioni riguardanti l'1. Fußball-Club Köln 01/07 nelle competizioni ufficiali della stagione 2010-2011.

## Stagione
Nella stagione 2010-2011 il Colonia, allenato da Volker Finke, concluse il campionato di Bundesliga al 10º posto. In coppa di Germania il Colonia fu eliminato agli ottavi di finale dal Duisburg.

## Rosa
| N. |                     | Ruolo | Calciatore              |
| -- | ------------------- | ----- | ----------------------- |
| 1  | Germania (bandiera) | P     | Michael Rensing         |
| 24 | Germania (bandiera) | P     | Daniel Schwabke         |
| 34 | Croazia (bandiera)  | P     | Miro Varvodić           |
| 12 | Brasile (bandiera)  | D     | Andrezinho              |
| 36 | Germania (bandiera) | D     | Bienvenue Basala-Mazana |
| 2  | Slovenia (bandiera) | D     | Mišo Brečko             |
| 28 | Germania (bandiera) | D     | Carsten Cullmann        |
| 4  | Germania (bandiera) | D     | Christian Eichner       |
| 21 | Brasile (bandiera)  | D     | Geromel                 |
| 18 | Grecia (bandiera)   | D     | Kōstantinos Giannoulīs  |
| 43 | Giappone (bandiera) | D     | Tomoaki Makino          |
| 23 | Canada (bandiera)   | D     | Kevin McKenna           |
| 3  | Libano (bandiera)   | D     | Youssef Mohamad         |
| 32 | Germania (bandiera) | D     | Stephan Salger          |
| 16 | Germania (bandiera) | D     | Christopher Schorch     |
| 35 | Germania (bandiera) | D     | Alexander Vaaßen        |
| 29 | Germania (bandiera) | C     | Christopher Buchtmann   |
| 20 | Marocco (bandiera)  | C     | Adil Chihi              |

| N. |                                 | Ruolo | Calciatore         |
| -- | ------------------------------- | ----- | ------------------ |
| 27 | Germania (bandiera)             | C     | Christian Clemens  |
| 22 | Francia (bandiera)              | C     | Fabrice Ehret      |
| 19 | Bosnia ed Erzegovina (bandiera) | C     | Mato Jajalo        |
| 5  | Germania (bandiera)             | C     | Martin Lanig       |
| 25 | Polonia (bandiera)              | C     | Adam Matuszczyk    |
| 33 | Germania (bandiera)             | C     | Michael Niedrig    |
| 15 | Polonia (bandiera)              | C     | Sławomir Peszko    |
| 8  | Portogallo (bandiera)           | C     | Petit              |
| 17 | Germania (bandiera)             | C     | Kevin Pezzoni      |
| 13 | Burkina Faso (bandiera)         | C     | Wilfried Sanou     |
| 37 | Germania (bandiera)             | C     | Reinhold Yabo      |
| 6  | Germania (bandiera)             | C     | Taner Yalçın       |
| 7  | Germania (bandiera)             | A     | Sebastian Freis    |
| 14 | Romania (bandiera)              | A     | Alexandru Ioniță   |
| 11 | Slovenia (bandiera)             | A     | Milivoje Novakovič |
| 10 | Germania (bandiera)             | A     | Lukas Podolski     |
| 30 | Germania (bandiera)             | A     | Simon Terodde      |

## Organigramma societario
Area tecnica
- Allenatore: Volker Finke
- Allenatore in seconda: Dirk Lottner
- Preparatore dei portieri: Alexander Bade
- Preparatori atletici: Thorsten Klopp

## Risultati

### Bundesliga

#### Girone di andata
| Arbitro: | Brych |

|              |           |                             |
| Novakovič 8’ | Marcatori | 70’, 84’ Lakić 88’ Iličević |

| Arbitro: | Fritz |

|                                                   |           |                          |
| Frings 33’ (rig.) Arnautović 36’, 90’ Almeida 74’ | Marcatori | 37’ Podolski 90’ McKenna |

| Arbitro: | Dingert |

|            |           |  |
| Yalçın 17’ | Marcatori |  |

| Monaco di Baviera 18 settembre 2010, ore 15:30 CEST 4ª giornata | Bayern Monaco | 0 – 0 referto | Colonia | Allianz Arena (69 000 spett.)\| Arbitro: \| Zwayer \| |
| Arbitro:                                                        | Zwayer        |               |         |                                                       |

| Arbitro: | Winkmann |

|                 |           |  |
| Holtby 72’, 90’ | Marcatori |  |

| Arbitro: | Kircher |

|              |           |        |
| Podolski 17’ | Marcatori | 54’ Ba |

| Arbitro: | Drees |

|                             |           |                            |
| Rosenthal 4’, 11’ Cissé 70’ | Marcatori | 22’ Mohamad 50’ Matuszczyk |

| Arbitro: | Perl |

|              |           |                              |
| Podolski 82’ | Marcatori | 20’ Błaszczykowski 90’ Şahin |

| Arbitro: | Sippel |

|               |           |           |
| Konan 4’, 15’ | Marcatori | 85’ Lanig |

| Arbitro: | Rafati |

|                         |           |                    |
| Novakovič 11’, 29’, 84’ | Marcatori | 15’ Petrić 24’ Son |

| Arbitro: | Schmidt |

|                                       |           |             |
| Hegeler 11’ Gündoğan 43’ Schieber 90’ | Marcatori | 16’ Geromel |

| Arbitro: | Gagelmann |

|  |           |                                               |
|  | Marcatori | 51’, 90’ Bobadilla 70’ Bradley 82’ De Camargo |

| Arbitro: | Dingert |

|  |           |                     |
|  | Marcatori | 82’ (rig.) Podolski |

| Arbitro: | Winkmann |

|               |           |            |
| Novakovič 51’ | Marcatori | 81’ Cícero |

| Arbitro: | Brych |

|                                      |           |                       |
| Helmes 21’ Barnetta 55’ Reinartz 61’ | Marcatori | 27’ Geromel 65’ Lanig |

| Arbitro: | Schmidt |

|             |           |  |
| Clemens 56’ | Marcatori |  |

| Arbitro: | Stark |

|                    |           |  |
| Raúl 30’, 50’, 87’ | Marcatori |  |

#### Girone di ritorno
| Arbitro: | Winkmann |

|             |           |              |
| Morávek 51’ | Marcatori | 29’ Podolski |

| Arbitro: | Sippel |

|                                 |           |  |
| Podolski 7’, 84’ Matuszczyk 33’ | Marcatori |  |

| Arbitro: | Brych |

|                                 |           |  |
| Takyi 30’, 36’ Bruns 76’ (rig.) | Marcatori |  |

| Arbitro: | Zwayer |

|                                |           |                        |
| Clemens 55’ Novakovič 62’, 73’ | Marcatori | 22’ Gómez 43’ Altıntop |

| Arbitro: | Aytekin |

|                                     |           |                           |
| Podolski 3’, 55’ Novakovič 43’, 60’ | Marcatori | 31’ Allagui 89’ Slišković |

| Arbitro: | Schmidt |

|                      |           |             |
| Novakovič 48’ (aut.) | Marcatori | 69’ Mohamad |

| Arbitro: | Dingert |

|              |           |  |
| Podolski 89’ | Marcatori |  |

| Arbitro: | Perl |

|                 |           |  |
| Lewandowski 44’ | Marcatori |  |

| Arbitro: | Stark |

|                                           |           |  |
| Petit 36’ Podolski 60’ Novakovič 79’, 89’ | Marcatori |  |

| Arbitro: | Hartmann |

|                                                                  |           |                         |
| Petrić 11’, 38’, 43’ Ben-Hatira 31’ Kačar 51’ Roberto 57’ (rig.) | Marcatori | 50’ Jajalo 62’ Podolski |

| Arbitro: | Meyer |

|               |           |  |
| Novakovič 90’ | Marcatori |  |

| Arbitro: | Weiner |

|                                                         |           |               |
| Arango 29’ Reus 34’, 39’ Daems 65’ (rig.) Nordtveit 67’ | Marcatori | 50’ Novakovič |

| Arbitro: | Sippel |

|               |           |                                             |
| Novakovič 68’ | Marcatori | 51’ Träsch 53’ Harnik 63’ (rig.) Kuzmanović |

| Arbitro: | Perl |

|                                     |           |           |
| Mandžukić 14’, 39’ Dejagah 58’, 88’ | Marcatori | 40’ Freis |

| Arbitro: | Aytekin |

|                    |           |  |
| Novakovič 67’, 82’ | Marcatori |  |

| Arbitro: | Brych |

|  |           |                               |
|  | Marcatori | 24’ Chihi 90’ (rig.) Podolski |

| Arbitro: | Schmidt |

|                          |           |          |
| Novakovič 25’ Jajalo 60’ | Marcatori | 87’ Raúl |

### Coppa di Germania
| Arbitro: | Schalk |

|  |           |                         |
|  | Marcatori | 6’ Yalçın 45’ Novakovič |

| Arbitro: | Wingenbach |

|                                      |           |  |
| Lanig 58’ Novakovič 79’ Podolski 83’ | Marcatori |  |

| Arbitro: | Kircher |

|             |           |                        |
| Terodde 84’ | Marcatori | 3’ Maierhofer 76’ Koch |

## Statistiche

### Statistiche di squadra
| Competizione      | Punti | In casa | In casa | In casa | In casa | In casa | In casa | In trasferta | In trasferta | In trasferta | In trasferta | In trasferta | In trasferta | Totale | Totale | Totale | Totale | Totale | Totale | DR  |
| Competizione      | Punti | G       | V       | N       | P       | Gf      | Gs      | G            | V            | N            | P            | Gf           | Gs           | G      | V      | N      | P      | Gf     | Gs     | DR  |
| ----------------- | ----- | ------- | ------- | ------- | ------- | ------- | ------- | ------------ | ------------ | ------------ | ------------ | ------------ | ------------ | ------ | ------ | ------ | ------ | ------ | ------ | --- |
| Bundesliga        | 44    | 17      | 11      | 2       | 4       | 30      | 21      | 17           | 2            | 3            | 12           | 17           | 41           | 34     | 13     | 5      | 16     | 47     | 62     | -15 |
| Coppa di Germania | -     | 2       | 1       | 0       | 1       | 4       | 2       | 1            | 1            | 0            | 0            | 2            | 0            | 3      | 2      | 0      | 1      | 6      | 2      | +4  |
| Totale            | -     | 19      | 12      | 2       | 5       | 34      | 23      | 18           | 3            | 3            | 12           | 19           | 41           | 37     | 15     | 5      | 17     | 53     | 64     | -11 |

### Andamento in campionato
| Giornata  | 1  | 2  | 3  | 4  | 5  | 6  | 7  | 8  | 9  | 10 | 11 | 12 | 13 | 14 | 15 | 16 | 17 | 18 | 19 | 20 | 21 | 22 | 23 | 24 | 25 | 26 | 27 | 28 | 29 | 30 | 31 | 32 | 33 | 34 |
| --------- | -- | -- | -- | -- | -- | -- | -- | -- | -- | -- | -- | -- | -- | -- | -- | -- | -- | -- | -- | -- | -- | -- | -- | -- | -- | -- | -- | -- | -- | -- | -- | -- | -- | -- |
| Luogo     | C  | T  | C  | T  | T  | C  | T  | C  | T  | C  | T  | C  | T  | C  | T  | C  | T  | T  | C  | T  | C  | C  | T  | C  | T  | C  | T  | C  | T  | C  | T  | C  | T  | C  |
| Risultato | P  | P  | V  | N  | P  | N  | P  | P  | P  | V  | P  | P  | V  | N  | P  | V  | P  | N  | V  | P  | V  | V  | N  | V  | P  | V  | P  | V  | P  | P  | P  | V  | V  | V  |
| Posizione | 14 | 17 | 14 | 12 | 13 | 15 | 16 | 17 | 18 | 15 | 17 | 18 | 17 | 16 | 17 | 16 | 16 | 16 | 15 | 16 | 16 | 13 | 13 | 11 | 11 | 11 | 11 | 11 | 11 | 12 | 14 | 14 | 13 | 10 |

Legenda:

Luogo: C = Casa; T = Trasferta. Risultato: V = Vittoria; N = Pareggio; P = Sconfitta.

### Statistiche dei giocatori
| Giocatore        | Bundesliga | Bundesliga | Bundesliga  | Bundesliga | Coppa di Germania | Coppa di Germania | Coppa di Germania | Coppa di Germania | Totale   | Totale | Totale      | Totale     |
| Giocatore        | Presenze   | Reti       | Ammonizioni | Espulsioni | Presenze          | Reti              | Ammonizioni       | Espulsioni        | Presenze | Reti   | Ammonizioni | Espulsioni |
| ---------------- | ---------- | ---------- | ----------- | ---------- | ----------------- | ----------------- | ----------------- | ----------------- | -------- | ------ | ----------- | ---------- |
| M. Rensing       | 17         | 0          | 2           | 0          | -                 | -                 | -                 | -                 | 17       | 0      | 2           | 0          |
| D. Schwabke      | -          | -          | -           | -          | -                 | -                 | -                 | -                 | -        | -      | -           | -          |
| M. Varvodić      | 5          | 0          | 0           | 0          | 1                 | 0                 | 0                 | 0                 | 6        | 0      | 0           | 0          |
| Andrezinho       | 8          | 0          | 1           | 0          | -                 | -                 | -                 | -                 | 8        | 0      | 1           | 0          |
| B. Basala-Mazana | -          | -          | -           | -          | -                 | -                 | -                 | -                 | -        | -      | -           | -          |
| M. Brečko        | 29         | 0          | 6           | 0          | 3                 | 0                 | 0                 | 0                 | 32       | 0      | 6           | 0          |
| C. Cullmann      | -          | -          | -           | -          | -                 | -                 | -                 | -                 | -        | -      | -           | -          |
| C. Eichner       | 17         | 0          | 2           | 0          | -                 | -                 | -                 | -                 | 17       | 0      | 2           | 0          |
| Geromel          | 27         | 2          | 8           | 0          | 1                 | 0                 | 0                 | 0                 | 28       | 2      | 8           | 0          |
| K. Giannoulis    | -          | -          | -           | -          | -                 | -                 | -                 | -                 | -        | -      | -           | -          |
| T. Makino        | 5          | 0          | 0           | 0          | -                 | -                 | -                 | -                 | 5        | 0      | 0           | 0          |
| K. McKenna       | 7          | 1          | 1           | 0          | 2                 | 0                 | 0                 | 0                 | 9        | 1      | 1           | 0          |
| Y. Mohamad       | 28         | 2          | 2           | 1          | 3                 | 0                 | 0                 | 0                 | 31       | 2      | 2           | 1          |
| S. Salger        | 5          | 0          | 0           | 0          | 3                 | 0                 | 0                 | 0                 | 8        | 0      | 0           | 0          |
| C. Schorch       | 4          | 0          | 0           | 0          | -                 | -                 | -                 | -                 | 4        | 0      | 0           | 0          |
| A. Vaaßen        | -          | -          | -           | -          | -                 | -                 | -                 | -                 | -        | -      | -           | -          |
| C. Buchtmann     | -          | -          | -           | -          | -                 | -                 | -                 | -                 | -        | -      | -           | -          |
| A. Chihi         | 11         | 1          | 1           | 0          | -                 | -                 | -                 | -                 | 11       | 1      | 1           | 0          |
| C. Clemens       | 27         | 2          | 4           | 0          | 3                 | 0                 | 0                 | 0                 | 30       | 2      | 4           | 0          |
| F. Ehret         | 21         | 0          | 3           | 0          | 2                 | 0                 | 1                 | 0                 | 23       | 0      | 4           | 0          |
| M. Jajalo        | 30         | 2          | 5           | 0          | 3                 | 0                 | 1                 | 0                 | 33       | 2      | 6           | 0          |
| M. Lanig         | 28         | 2          | 12          | 0          | 3                 | 1                 | 0                 | 0                 | 31       | 3      | 12          | 0          |
| A. Matuszczyk    | 24         | 2          | 5           | 0          | 3                 | 0                 | 2                 | 0                 | 27       | 2      | 7           | 0          |
| M. Niedrig       | -          | -          | -           | -          | -                 | -                 | -                 | -                 | -        | -      | -           | -          |
| S. Peszko        | 11         | 0          | 3           | 0          | -                 | -                 | -                 | -                 | 11       | 0      | 3           | 0          |
| Petit            | 24         | 1          | 8           | 0          | -                 | -                 | -                 | -                 | 24       | 1      | 8           | 0          |
| K. Pezzoni       | 20         | 0          | 1           | 0          | 2                 | 0                 | 0                 | 0                 | 22       | 0      | 1           | 0          |
| W. Sanou         | 3          | 0          | 0           | 0          | -                 | -                 | -                 | -                 | 3        | 0      | 0           | 0          |
| R. Yabo          | 4          | 0          | 1           | 0          | -                 | -                 | -                 | -                 | 4        | 0      | 1           | 0          |
| T. Yalçın        | 16         | 1          | 1           | 0          | 3                 | 1                 | 2                 | 0                 | 19       | 2      | 3           | 0          |
| S. Freis         | 13         | 1          | 1           | 0          | 1                 | 0                 | 0                 | 0                 | 14       | 1      | 1           | 0          |
| A. Ioniță        | 8          | 0          | 1           | 0          | 1                 | 0                 | 0                 | 0                 | 9        | 0      | 1           | 0          |
| M. Novakovič     | 28         | 17         | 4           | 0          | 2                 | 2                 | 1                 | 0                 | 30       | 19     | 5           | 0          |
| L. Podolski      | 32         | 13         | 5           | 0          | 2                 | 1                 | 2                 | 0                 | 34       | 14     | 7           | 0          |
| S. Terodde       | 5          | 0          | 0           | 0          | 2                 | 1                 | 0                 | 0                 | 7        | 1      | 0           | 0          |
| F. Mondragón     | 12         | 0          | 2           | 0          | 2                 | 0                 | 0                 | 0                 | 14       | 0      | 2           | 0          |
| J. Vunguidica    | 1          | 0          | 0           | 0          | -                 | -                 | -                 | -                 | 1        | 0      | 0           | 0          |